# Kōsuke Kitajima
Kōsuke Kitajima (北島 康介?, Kitajima Kōsuke; Tokyo, 22 settembre 1982) è un ex nuotatore giapponese.
Ha vinto due medaglie d'oro nei 100 m e 200 m rana e una di bronzo nella staffetta 4x100 m misti ai Giochi olimpici di Atene 2004 e di Pechino 2008. È stato recordman nei 100 e 200 rana, oltre che il miglior medagliato nello stile.

## Carriera

### Gli inizi
All'età di 18 anni debuttò in ambito internazionale ai campionati mondiali di Fukuoka 2001, in cui vinse la medaglia di bronzo nei 200 m rana con 2'11"21, dietro allo statunitense Brendan Hansen (2'10"69) e all'austriaco Maxim Podoprigora (2'11"09). Nel 2002 batté il suo primo record del mondo sui 200 m portando a 2'09"97 il precedente primato di Mike Barrowman di 2'10"16 risalente a oltre 10 anni prima. Nel 2003 a Barcellona, si portò a casa la doppietta di ori e di record sui 100 m e 200 m rana, vinti rispettivamente in 59"78 e 2'09"42, a questi aggiunge anche il bronzo nella staffetta 4x100m mista, dietro a Usa e Russia.

### Atene 2004
Nel 2004 ai Giochi della XXVIII Olimpiade di Atene ripeté il bis di ori nelle sue specialità, sui 100 m con 1'00"08, precedette il primatista mondiale Brendan Hansen (che gli aveva rubato il record durante l'anno portandolo a 59"30) di 17 centesimi, che pure nelle semifinali aveva fatto meglio con 1'00"01, tempo che però non riuscì a ripetere. Sui 200 m vinse in 2'09"44, anche stavolta non migliorò il record che Hansen aveva stabilito a luglio (2'09"04), ma batté direttamente l'avversario che dovette accontentarsi di un terzo posto.

### Pechino 2008
Nel 2008 a Tokyo, poco prima dei Giochi olimpici, si riprese il record sui 200 m rana con 2'07"51; a Pechino si riconfermò campione sui 100 m, andando per la prima volta nella storia sotto il muro dei 59 secondi con 58"91; tre giorni dopo sui 200 m chiuse nuovamente primo in 2'07"64, battendo il record olimpico. Nessun nuotatore era mai riuscito a vincere due titoli consecutivi in nessuna delle due discipline. Come quattro anni prima contribuì alla staffetta mista, con un lanciato da 58"07 raggiunse con la squadra giapponese il terzo posto, ottenendo il bronzo e il record asiatico di 3'31"18.

### Londra 2012
Nel 2012 provò a vincere il suo terzo titolo olimpico come mai nessun altro nuotatore era mai riuscito a fare. A 29 anni il campione in carica perse prima il titolo sui 100 m rana, in cui arrivò quinto con 59"79, poi quello della doppia distanza, in cui nuovamente non riuscì a salire sul podio per una manciata di centesimi, giungendo quarto con 2'08"35. Nella staffetta mista vinse la medaglia d'argento.

## Palmarès
- Olimpiadi

Atene 2004: oro nei 100m rana e nei 200m rana, bronzo nella 4x100m misti.
Pechino 2008: oro nei 100m rana e nei 200m rana e bronzo nella 4x100m misti.
Londra 2012: argento nella 4x100m misti.
- Mondiali

Fukuoka 2001: bronzo nei 200m rana.
Barcellona 2003: oro nei 100m rana e nei 200m rana, bronzo nella 4x100m misti.
Montreal 2005: argento nei 100m rana, bronzo nei 50m rana e nella 4x100m misti.
Melbourne 2007: oro nei 200m rana, argento nei 100m rana e nella 4x100m misti.
Shanghai 2011: argento nei 200m rana.
Barcellona 2013: bronzo nella 4x100m misti.
- Mondiali in vasca corta

Mosca 2002: argento nei 100m rana.
- Giochi PanPacifici

Yokohama 2002: oro nei 100m rana.
Victoria 2006: argento nella 4x100m misti e nei 200m rana e bronzo nei 100m rana.
Irvine 2010: oro nei 100m rana e nei 200m rana, argento nella 4x100m misti.
- Giochi Asiatici

Busan 2002: oro nei 100m rana, nei 200m rana e nella 4x100m misti.
Doha 2006: oro nei 100m rana, nei 200m rana e nella 4x100m misti, argento nei 50m rana.
Canton 2010: oro nella 4x100m misti.

## Riconoscimenti
- Pacific Rim Swimmer of the Year: 2003, 2007, 2008, 2010